# Quentin Venner
Pour les articles homonymes, voir Venner.
Quentin Venner, né le 15 juin 1998 à Faimes, est un coureur cycliste belge.

## Biographie
Quentin Venner commence le cyclisme le cyclisme à l'âge de 14 ans en catégorie aspirants.
En octobre 2020, il signe son premier contrat professionnel avec Bingoal-WB, après deux saisons passées dans l'équipe espoirs de celle-ci.